# فريتز تشيو
فريتز تشيو (بالإنجليزية: Frederic Chiu)‏ هو موسيقي وعازف بيانو أمريكي، ولد في 20 أكتوبر 1964 في إثاكا في الولايات المتحدة.

## وصلات خارجية
- فريتز تشيو على موقع ميوزك برينز (الإنجليزية)
- فريتز تشيو على موقع أول ميوزيك (الإنجليزية)
- فريتز تشيو على موقع ديسكوغز (الإنجليزية)